# 椿地蔵のツバキ

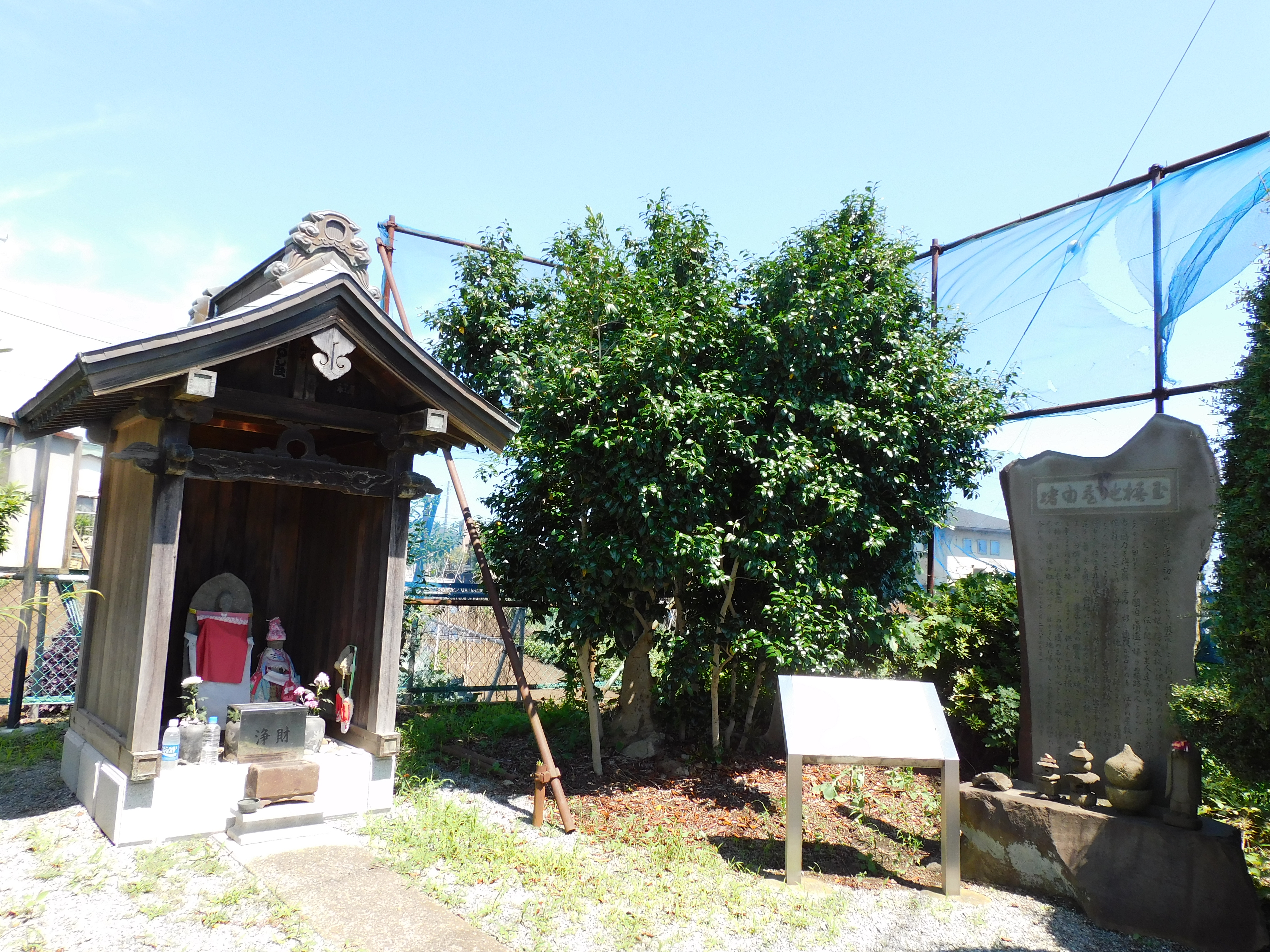
椿地蔵のツバキ（2023年6月17日）

椿地蔵のツバキ（つばきじぞうのツバキ）は、神奈川県海老名市に生育するヤブツバキの古木である。つぼみが膨らんで色づいても花開くことなくそのまま落ちてしまうことから、「玉椿」との呼び名がある。この木には江戸からこの地に旅してきた母と病弱な娘の悲話が伝えられていて、地元の人々によって大切に守られている。この木は1998年（平成10年）8月28日に海老名市指定天然記念物に指定された。

## 由来
海老名駅から農大前（綾31系統）行のバスに乗ると、途中に「椿地蔵」というバス停留所がある。停留所のそばには、フェンスで囲われた地蔵堂とヤブツバキの木がある。
樹齢は約300年といわれ、樹高は4.5メートルを測る。つぼみは膨らんで色づいても、花開くことがなくつぼみのまま落ちてしまうことから「玉椿」と呼ばれている。その原因は遺伝子的なものと考えられているが、地元の人々は次のような話を伝えている。
時は元禄のころという。杉久保村（現在の海老名市南部に位置する）の千躰寺（せんたいじ）の門前を旅の母娘が通りかかった。旅の目的は病弱な娘の治療のためで、母はこの地に住む名医半井驢庵を頼って江戸からはるばる訪ねてきたのだった。しかし驢庵に会う前に娘の病は悪化し、母の願いを聞いて駆けつけた里人たちの手当ての甲斐もなくこの世を去った。里人たちは娘を哀れんで地蔵堂を建て、かたわらにツバキを供えた。そのうちの一枝が根付いて成長したのが、椿地蔵のツバキと呼ばれるこの木である。以来この木は、つぼみを持っても1度も花開くことなく樹齢を重ねている。
千躰寺はのちに廃寺となったが、地元の人々はこの木と地蔵堂を大切に守り続けた。娘の280回忌にあたる1974年（昭和49年）には由来を伝える石碑が建立された。そして、秋の彼岸中日には善教寺が念仏会を催している。善教寺の住職は「千躰寺との関係は不明だが、同じ浄土宗だったのでは。そのため廃寺になった千躰寺に換わり供養をするようになったのかもしれない」と述べた。
この木は1998年（平成10年8月28日）に海老名市の天然記念物となった。海老名市教育委員会による『海老名市史跡文化財写真ガイド ふるさとの歴史と文化遺産』 （2004年）では、「特筆すべきは、江戸時代から椿地蔵にまつわる伝説が今なお伝わり（中略）また、海老名のむかしばなしとして広く市民にも親しまれている点である。椿地蔵にまつわる物語は、その背景となった時代の海老名の様子や地域的特色をよく示しており、市の歴史を知る上でも大変重要である。（後略）」と指摘している。
1977年（昭和52年）、海老名史跡探勝会や画家の小島ハル子、そして市内在住の絵画グループなどの協力を得て「海老名郷土かるた」が作成された。この木と地蔵堂については「玉椿 咲かずに落ちる 地蔵堂」という札が作られた。

## 交通アクセス
所在地
- 神奈川県海老名市杉久保南4-2621-2[11]

交通
- 小田急小田原線・相鉄線海老名駅から相鉄バス 農大前（綾31系統）行、椿地蔵バス停留所そば[1][11]。